# Aeroporto Internazionale di Asmara
L'Aeroporto Internazionale di Asmara è un aeroporto che serve la capitale eritrea Asmara.

## Storia
Costruito come campo volo militare nel 1922, quando l'Eritrea era colonia italiana, dagli anni '30 diventa anche civile (Aeroporto Civile di Asmara) con i voli della Ala Littoria su Caproni Ca.133. Il 22 gennaio 1935 arriva il I Gruppo ed al 1º febbraio successivo erano presenti il Gruppo misto della Regia Aeronautica, con le Squadriglie di Stato maggiore e la Squadriglia di Ro.1 Libica inquadrate nel Comando aeronautica dell'Africa orientale italiana. Al 6 settembre 1935 arriva la III Brigata aerea ed al 3 ottobre successivo il Comando IV Gruppo bombardamento AO. Dal 31 dicembre 1935 al 1º ottobre 1936 era sede del 14º Stormo, al 15 gennaio 1936 era presente la 106ª Squadriglia, dal 19 gennaio successivo torna la Squadriglia di Ro.1 Libica. per la campagna d'Etiopia ed al 1º ottobre 1936 il Comando settore aeronautico nord. Fu intitolato al tenente colonnello Umberto Maddalena.
Durante la seconda guerra mondiale l'aeroporto fu quasi distrutto dagli inglesi. Fu poi ristrutturato negli anni '50 e riaperto per offrire voli per Addis Abeba e altre città dell'Etiopia. Con l'indipendenza dell'Eritrea negli anni '90, l'aeroporto divenne un portale internazionale per la nuova nazione.
Durante la guerra Etiopia-Eritrea, l'aeroporto è stato bombardato dagli etiopi nel 1998 e nel 2000.
Lo scalo è hub and spoke per la compagnia aerea dell'eritrea (compagnia di bandiera) Eritrean Airlines.
Nel 2004 è stato utilizzato da 136.526 passeggeri con un incremento dell'11,8% rispetto al 2003.